# Cyclura pinguis
Cyclura pinguis Barbour, 1917, nota con il nome comune di iguana di Anegada, è una specie di sauro della famiglia degli Iguanidi. È endemica di Anegada, una delle isole Vergini britanniche, ma in passato era presente su tutte le isole del banco di Porto Rico. L'introduzione su Anegada da parte dell'uomo, a partire dalla fine degli anni sessanta, di bestiame lasciato pascolare liberamente attraverso l'isola ha spinto questa specie sull'orlo dell'estinzione. Quest'iguana dal corpo massiccio è ora costretta ad un'alimentazione essenzialmente erbivora sui terreni impoveriti dal sovrapascolo. Quest'alimentazione poco nutritiva ha un notevole impatto sulla sua riproduzione, in quanto le femmine non sempre riescono a sopravvivere al grande dispendio di energia necessario per deporre la covata, che è costituita da 12 a 16 uova deposte a fine primavera o a inizio estate. Questo spiega il rapporto tra i sessi di una femmina ogni due maschi. In seguito all'impatto degli animali introdotti sull'isola e alla perdita dell'habitat correlata alle attività umane, la popolazione di quest'iguana si aggira attualmente sulle 200 unità, e la specie è considerata «in pericolo critico» dalla IUCN. Per salvaguardare questa specie sono state prese varie misure di conservazione, che hanno comportato soprattutto il trasferimento di esemplari su altre isole più sicure, come Guana, ma anche l'allevamento in cattività dei piccoli prima che vengano rilasciati nel loro ambiente naturale quando hanno dimensioni maggiori e sono meno soggetti a predazione.

## Descrizione

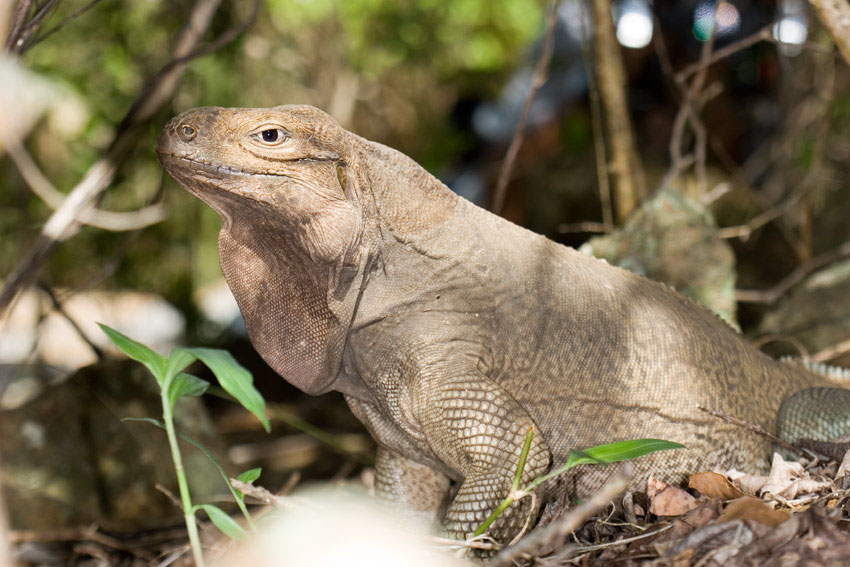
Cyclura pinguis ha un corpo tozzo.

Cyclura pinguis è una grossa iguana dal corpo massiccio che può raggiungere una lunghezza totale di circa 56 cm nei maschi e di 50 cm nelle femmine, per un peso rispettivamente di 7,75 kg e 5,25 kg. Gli esemplari giovani presentano un motivo più o meno visibile fatto di larghe bande grigie o verde muschio alternate a grandi scaglioni grigio-neri. Queste bande svaniscono man mano con l'età, e non sono più visibili negli adulti, che sono uniformemente grigiastri o nero-brunastri con macchie turchesi a livello delle spine dorsali, della base della coda e delle zampe anteriori e posteriori. Occasionalmente questa colorazione bluastra si estende sui fianchi dell'animale, soprattutto nei maschi. Le femmine tendono ad avere colori più opachi. Gli occhi sono generalmente di colore giallo opaco, ma possono diventare violetti quando l'animale è agitato.
Questa specie, come gli altri membri del genere Cyclura, presenta un dimorfismo sessuale molto marcato. I maschi sono infatti più grandi delle femmine, hanno spine dorsali più grandi e presentano pori femorali più marcati sulle cosce, che vengono utilizzati per rilasciare feromoni.

## Biologia

### Comportamento
L'arrivo del bestiame sull'isola Anegada ha fortemente modificato il comportamento sociale, oltre alle abitudini alimentari di questa specie. Così, mentre si stimava che alla fine degli anni settanta ogni iguana avesse un'area vitale di 0,1 ha, questa viene attualmente stimata a 6,6 ha per i maschi e a 4,2 ha per le femmine, e tali aree possono sovrapporsi. I maschi sono territoriali e difendono il loro territorio. Quest'iguana prevalentemente terricola può anche essere arboricola, ed ha sviluppato in particolare questo stile di vita sulle isole di Guana e di Necker, ove è stata introdotta, in quanto queste isole vulcaniche offrono a questi animali pochi rifugi naturali o luoghi dove scavare una galleria.

### Alimentazione
Come tutte le specie di Cyclura, Cyclura pinguis è essenzialmente erbivora, e consuma foglie, fiori e frutti di almeno 25 specie diverse di piante. Tuttavia, dovendo competere per il pascolo con bestiame domestico quali pecore, capre o asini, deve accontentarsi generalmente delle piante che non vengono consumate da questi animali. È sempre per questa ragione che la specie può anche trasformarsi in carnivora opportunista, consumando centopiedi, millepiedi, scarafaggi e diversi altri insetti e invertebrati.
Uno studio condotto nel 2000 dalla dottoressa Allison Alberts allo zoo di San Diego ha rivelato che questi animali partecipano alla dispersione dei semi di numerose piante, e che i semi che sono passati attraverso il loro tratto digerente germinano più rapidamente degli altri. I semi contenuti nei frutti consumati dalle iguane godono di un reale vantaggio adattativo, in quanto germinano prima della fine della breve stagione delle piogge. Cyclura pinguis rappresenta inoltre un ottimo sistema di dispersione dei semi, soprattutto quando le femmine migrano verso i siti di nidificazione, ed essendo i più grandi erbivori del loro ecosistema insulare sono essenziali per mantenere un equilibrio tra il clima e la vegetazione.
Come le altre lucertole erbivore, Cyclura pinguis deve fronteggiare un problema di osmoregolazione: la materia vegetale contiene più potassio e meno sostanze nutritive rispetto alla carne, e gli animali devono quindi consumarne grandi quantità per soddisfare il loro fabbisogno metabolico. A differenza di quelli dei mammiferi, i reni dei rettili non possono concentrare la loro urina per conservare l'acqua corporea. Al contrario i rettili espellono attraverso la loro cloaca degli acidi urici tossici. Nel caso di Cyclura pinguis, che consuma molti vegetali, l'eccesso di ioni salini viene espulso attraverso una ghiandola del sale, allo stesso modo degli uccelli.

### Ciclo vitale

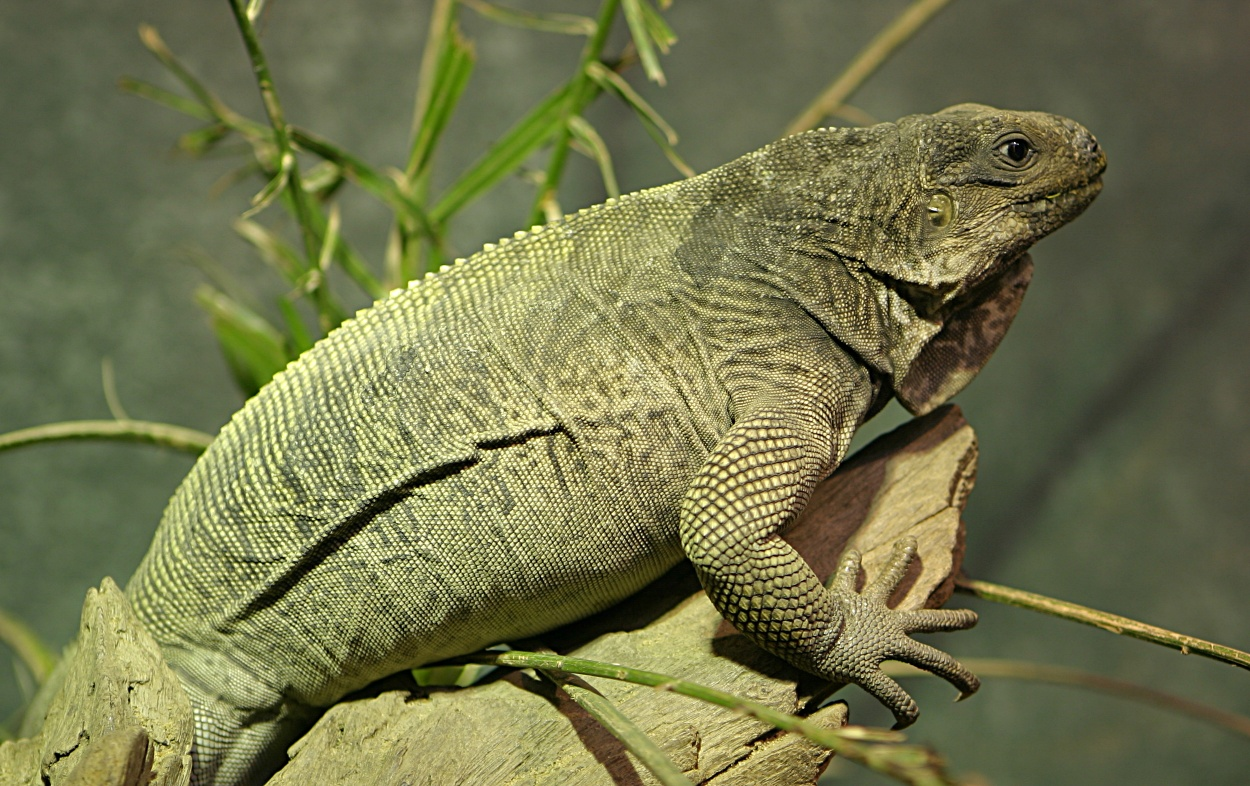
Esemplare allo zoo di Houston.

Questa dieta forzata ha avuto un impatto negativo sulla capacità di riprodursi di quest'iguana. In quanto per le femmine riproduttrici non vi è alimentazione sufficiente per produrre le uova, esse devono quindi attingere alle loro riserve e alcune non sopravvivono dopo la deposizione, il che spiega l'attuale rapporto tra i sessi di 2 maschi per ogni femmina. Le femmine depongono di solito una covata di circa 12-16 uova ogni anno, a fine primavera o agli inizi dell'estate. Il periodo di nidificazione corrisponde, in questa specie, alla stagione delle piogge. In questo modo, il rischio che le uova si essicchino è limitato, e i piccoli hanno tutte le possibilità di trovare nutrimento in abbondanza, specialmente frutta. Nel corso di uno studio effettuato su iguane allevate in cattività allo zoo di San Diego, le uova pesavano in media 73,1 g e misuravano 6,9 cm per 4,4 cm. I piccoli appena usciti dall'uovo misuravano, coda esclusa, 9,7 cm e pesavano 49,4 g.
L'isola di Anegada è particolare, in quanto non è un'isola vulcanica, ma è formata da corallo e da calcare, e offre quindi numerose grotte e gallerie naturali alle iguane. Gli animali di solito vivono nella propria tana da soli, e sembra che formino coppie a lungo termine, nel qual caso le tane dei due partner sono scavate nelle vicinanze. A causa del bisogno di trovare più femmine e della competizione per il nutrimento che ha portato all'argamento delle aree vitali di questi animali, quest'abitudine potrebbe scomparire del tutto in futuro.

## Distribuzione e habitat

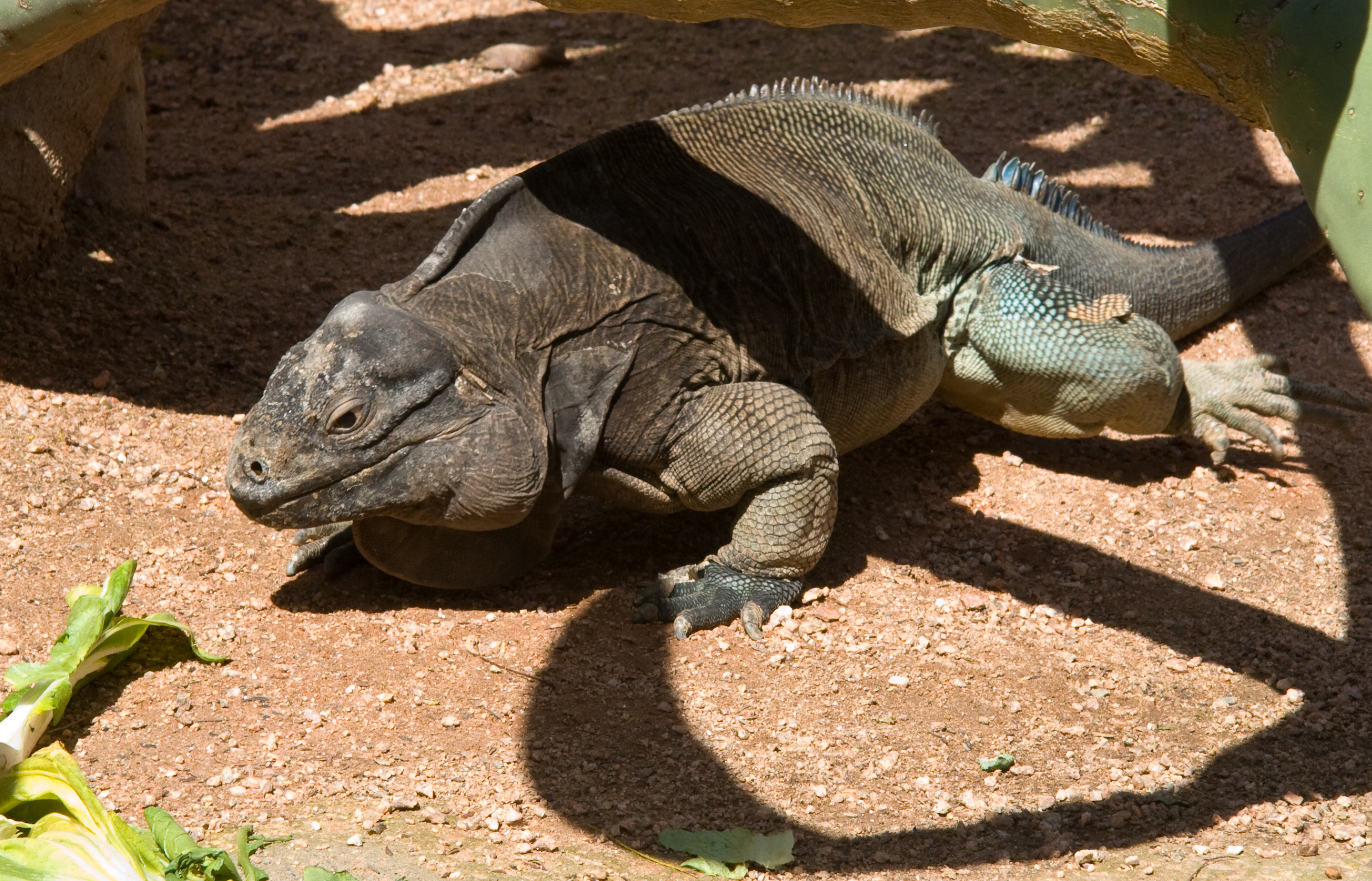
Cyclura pinguis.

Questa specie è endemica di Anegada, una delle isole Vergini britanniche, ma in passato era presente in tutto il banco di Porto Rico. Ne troviamo anche delle piccole popolazioni introdotte su Guana, ove vive circa un centinaio di esemplari, soprattutto nella parte occidentale dell'isola dove non vi sono pecore, e su isole vicine come Necker, Norman e Little Thatch. La popolazione totale è valutata sulle 300 unità. Quest'iguana si rinviene principalmente in habitat dal suolo calcareo friabile, e le gallerie, sia dei maschi che delle femmine, sono scavate in zone sabbiose o tra le reliquie calcaree di antiche barriere coralline. Gli habitat preferiti da questa specie presentano alberi distanziati tra loro che forniscono riparo ed ombra; questi sono generalmente alberi di uva di mare (Coccoloba uvifera) nelle zone sabbiose e di Pisonia subcordata nelle zone più rocciose.

## Tassonomia
Il nome del genere Cyclura deriva dal greco antico cyclos (κύκλος) che significa «circolare» e ourá (οὐρά) che significa «coda», e allude ai grandi anelli ben visibili sulla coda di tutti i rappresentanti di questo genere. L'epiteto specifico, pinguis, significa «grasso» e si riferisce all'aspetto massiccio di quest'iguana.
Cyclura pinguis è una delle più antiche specie del genere Cyclura e la più divergente tra tutte queste iguane dei Caraibi. Un antenato di quest'iguana giunse prima su Hispaniola, dalla quale raggiunse in seguito le isole situate più a nord e ad ovest, diversificandosi su ogni gruppo di isole e dando vita alle 9 specie che compongono il genere Cyclura che conosciamo oggi.

## Conservazione

### Stato di conservazione
Si stima che la popolazione attuale conti meno di 300 esemplari, tuttora in rapida diminuzione: la popolazione è già diminuita di almeno l'80% nel corso degli ultimi quarant'anni. Per questo motivo la specie viene classificata «in pericolo critico» dalla IUCN nella sua lista rossa delle specie minacciate.

### Cause del declino

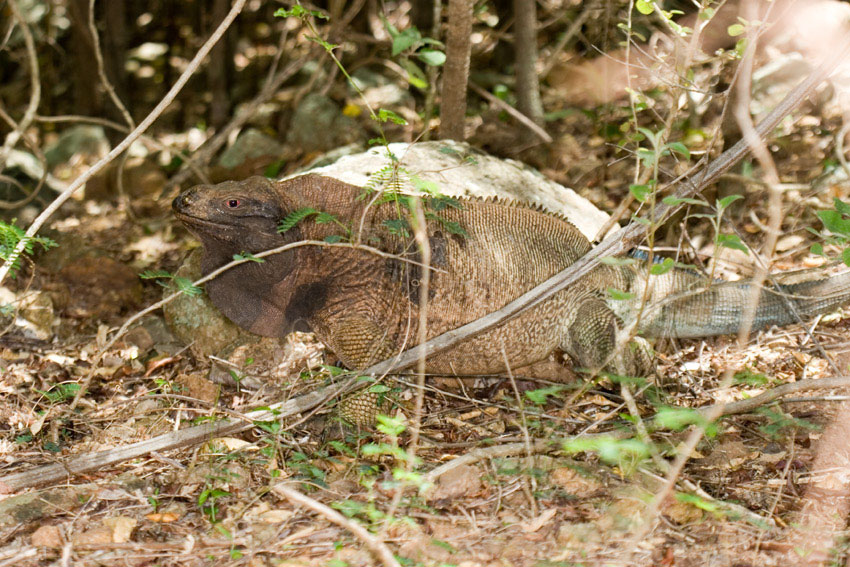
Esemplare nella boscaglia.

La causa principale del declino di Cyclura pinguis è la competizione per il pascolo con il bestiame domestico e selvatico. Seconda causa è la predazione da parte di cani e gatti. Come quello di altre iguane Cyclura, anche il suo habitat è in rapida diminuzione a causa dello sviluppo delle infrastrutture umane e della deforestazione.
Cyclura pinguis viene regolarmente venduta ai turisti come animale da compagnia, e la sua rarità ne ha fatto un animale ricercato dai collezionisti di animali esotici, sebbene il suo commercio sia considerato illegale dal trattato della CITES. Nel 1999 un ufficiale del World Wildlife Fund, Stuart Chapman, affermò: «Il governo britannico ha chiuso gli occhi per più di 20 anni sulla biodiversità dei suoi territori d'oltremare, che ospitano numerose specie rare e minacciate. Molte di loro rischieranno di scomparire se la Gran Bretagna non riuscirà a rispettare meglio le convenzioni internazionali. Le isole dei Caraibi sotto controllo britannico sono estremamente ricche di biodiversità e ospitano numerose specie endemiche in pericolo critico di estinzione; tuttavia, la normativa CITES viene difficilmente applicata».

### Programmi di conservazione
Per proteggere questa specie sono state messe in atto diverse misure di salvaguardia. Negli anni ottanta, otto iguane furono trasferite da Anegada verso Guana, sempre nelle isole Vergini britanniche, per creare una seconda popolazione in una zona che faceva parte del suo areale originario. Guana non è un'isola calcarea, e non fornisce molti rifugi naturali come Anegada. Le iguane sembrano essersi adattate con successo, e si riproducono bene su questa nuova isola dove non è presente bestiame domestico. A Guana vivono circa 100 iguane adulte, ed esemplari giovani vengono avvistati ogni anno sull'isola fin dal 1987. I membri del Guana Island Wildlife Sanctuary continuano tuttora a liberare l'isola dalle ultime pecore selvatiche, con lo scopo di migliorare ulteriormente l'habitat dell'iguana. Ciò ha permesso di introdurre dei giovani nati sull'isola di Guana su alcune piccole isole vicine: Necker, Norman e Little Thatch.
Cyclura pinguis è stata inoltre allevata con successo allo zoo di San Diego e allo zoo di Fort Worth. Questi due zoo hanno lavorato attivamente in concomitanza con il governo delle isole Vergini britanniche ad un programma di conservazione lanciato sull'isola di Anegeda nel 1997. Nell'ottobre 2014, nelle installazioni di questi zoo venivano allevate 194 iguane pronte per essere rilasciate in natura. I giovani vengono nutriti e protetti durante i loro primi mesi di vita, e quando vengono rilasciati in natura corrono meno il rischio di diventare preda dei cani e dei gatti randagi. Ciò controbilancia quindi il tasso di mortalità dei giovani, e tali misure sono accompagnate da ricerche sul campo, dalla protezione dei nidi e dal monitoraggio degli animali rilasciati.